# Komszomolec Ukraini
A Komszomolec Ukraini (orosz betűkkel: Комсомолец Украины) a Szovjet Haditengerészet rombolója volt, melyet 1964-ben állítottak szolgálatba és 1991-ben vontak ki a hadrendből. A 61-es tervszámú, vagy Komszomolec Ukraini osztályú (NATO-kódja: Kashin class) rombolók első egysége, a hajóosztály névadó hajója. Szovjet terminológia szerint a hajó a nagy tengeralattjáró-elhárító hajók kategóriájába tartozik. A Komszomol szovjet flotta feletti védnöksége 40 éves évfordulója tiszteletére adták a hajónak a Komszomolec Ukraini (magyarul: ukrán komszomolista) nevet. Honi kikötője Szevasztopolban volt. A hajó elsősorban a Fekete-tengeren és a Földközi-tengeren teljesített szolgálatot.

## Története
Építését 1959. szeptember 15-én kezdték el az ukrajnai Nyikolajevben (ma: Mikolajiv) a 445. sz. hajógyárban, 1701 gyári számmal. 1960. december 31-én bocsátották vízre. Hadrendi jelzése kezdetben SZKSZ–25 volt. A szovjet haditengerészet lobogóját 1961. december 27-én vonták fel. A hajó tengeri próbáit 1962-1963 folyamán végezték.
Első bevetését még a formális hadrendbe állítás előtt hajtotta végre, amikor egy flottakötelék tagjaként a Földközi-tengerre hajózott. Ennek során a hajó június 18–25. között Splitbe és Dubrovnikba látogatott.
1964. november 23-án állították hadrendbe a szovjet Fekete-tengeri Flottában. 1965-ben a hajó parancsnokává Lorij Trofimovics Kuzmint nevezték ki.
A hatnapos háború időszakában, 1967. június 5–30. között a Földközi-tengeren, Egyiptom előtt tartózkodott a szovjet 5. Földközi-tengeri hajóraj tagjaként, ahol részt vett az Egyiptomnak nyújtott szovjet katonai segítséggel kapcsolatos műveletekben.
1970 áprilisában és májusában részt vett az Óceán (Okean) tengeri hadgyakorlaton, és még ugyanabban az évben, május 8–13. között Algírba látogatott.
1974. augusztus 30-án a Komszomoilec Ukraini egyike volt azon hajóknak, amely a segítségére sietett egy Fekete-tengeri gyakorlat során robbanásban megrongálódott és kigyulladt (majd később elsüllyedt) Otvazsnij rombolónak.
1977. május 23. és 1979. augusztus 7. között a hajó nagyjavításon tartózkodott a szevasztopoli hajógyárban és a nyikolajevi hajógyárban. A nagyjavítás során több berendezését korszerűsítették.
1981-től főként a Földközi-tengeren teljesített szolgálatot. A hajó részt vett a Pajzs–82 (Scsit–82) és a Gránit–85 (Granyit–85) hadgyakorlatokon. Több látogatást tett külföldi kikötőkben. 1988 november 18–22. között a görögországi Pireusz, 1987 november 17–21. között Tunisz, majd 1989. június 28. és július 2. között a törökországi Isztambul kikötőjében tett látogatást.
1991. június 24-én vonták ki a flotta állományából. 1992. november 9-én engedték le a hajóról a lobogót, és december 31-én oszlatták fel a hajó személyzetét. Ezután a hajót Szevasztopolba a Troickaja-öbölbe vontatták. A hajó fegyverzetét és berendezéseit eltávolították, majd előkészítették a bontásra. A hajó bontását 1995. május 3-án kezdték el az ukrajnai Inkermanban, a bontással három hét alatt végeztek.
A hajó közel harmincéves pályafutása során két kisebb baleset fordulét elő. 1982. március 1-jén a bal oldali hajócsavar sérül meg. 1980. december 12-én az elülső gépteremben ütött ki tűz, ahol a személyzet egy tagja életét vesztette.

## Külső hivatkozások
- Fényképek a hajóról
- A Komszomolec Ukraini a Csornomorszkij Flot oldalán (oroszul)